# Vinice (Vinaře)
Vinice (německy Winitz) je vesnice, část obce Vinaře v okrese Kutná Hora. Nachází se 1,5 kilometru severozápadně od Vinař. Vinice leží v katastrálním území Vinaře o výměře 5,13 km².

## Historie
První písemná zmínka o vesnici pochází z roku 1619.

## Další fotografie

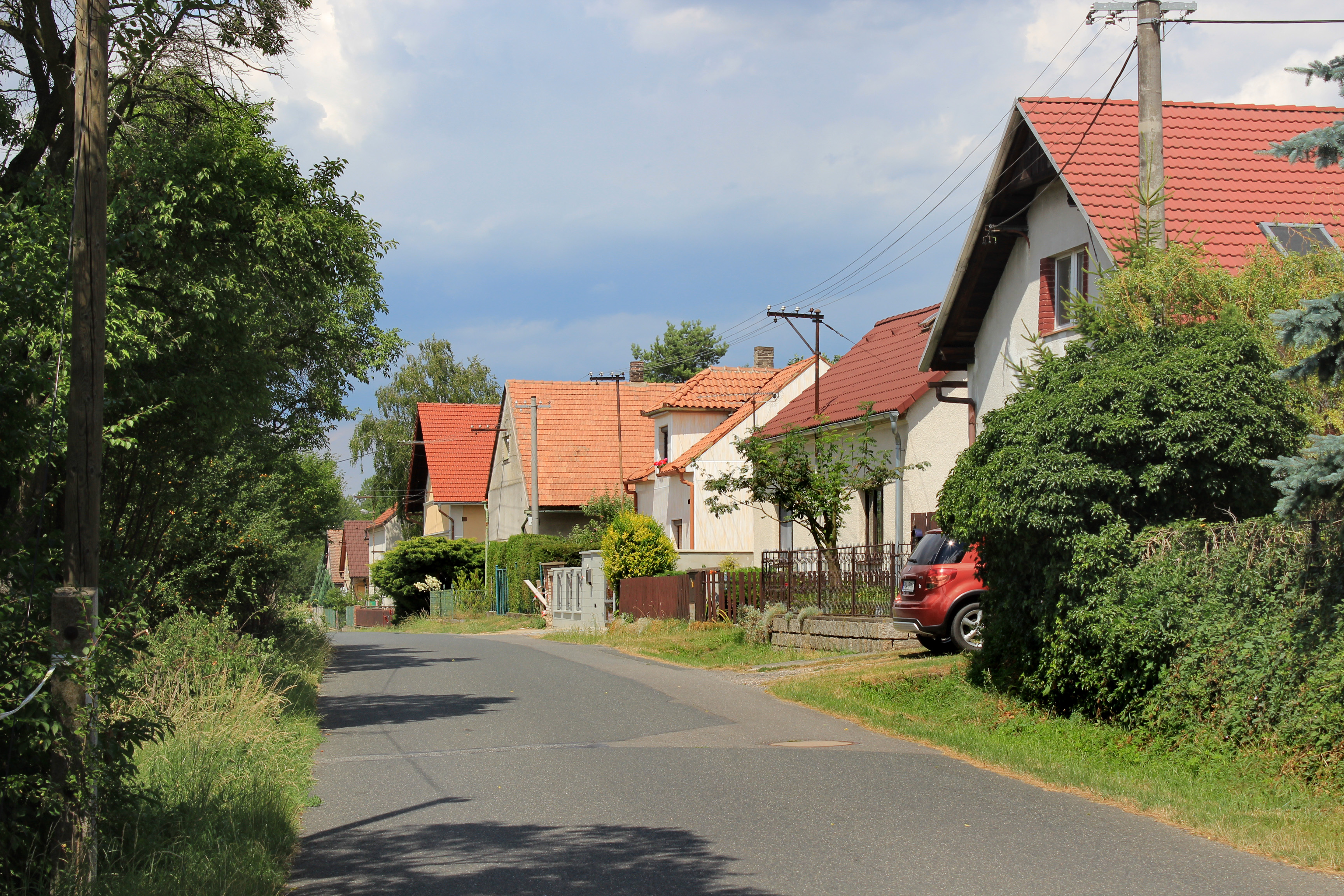
Jižní část vesnice
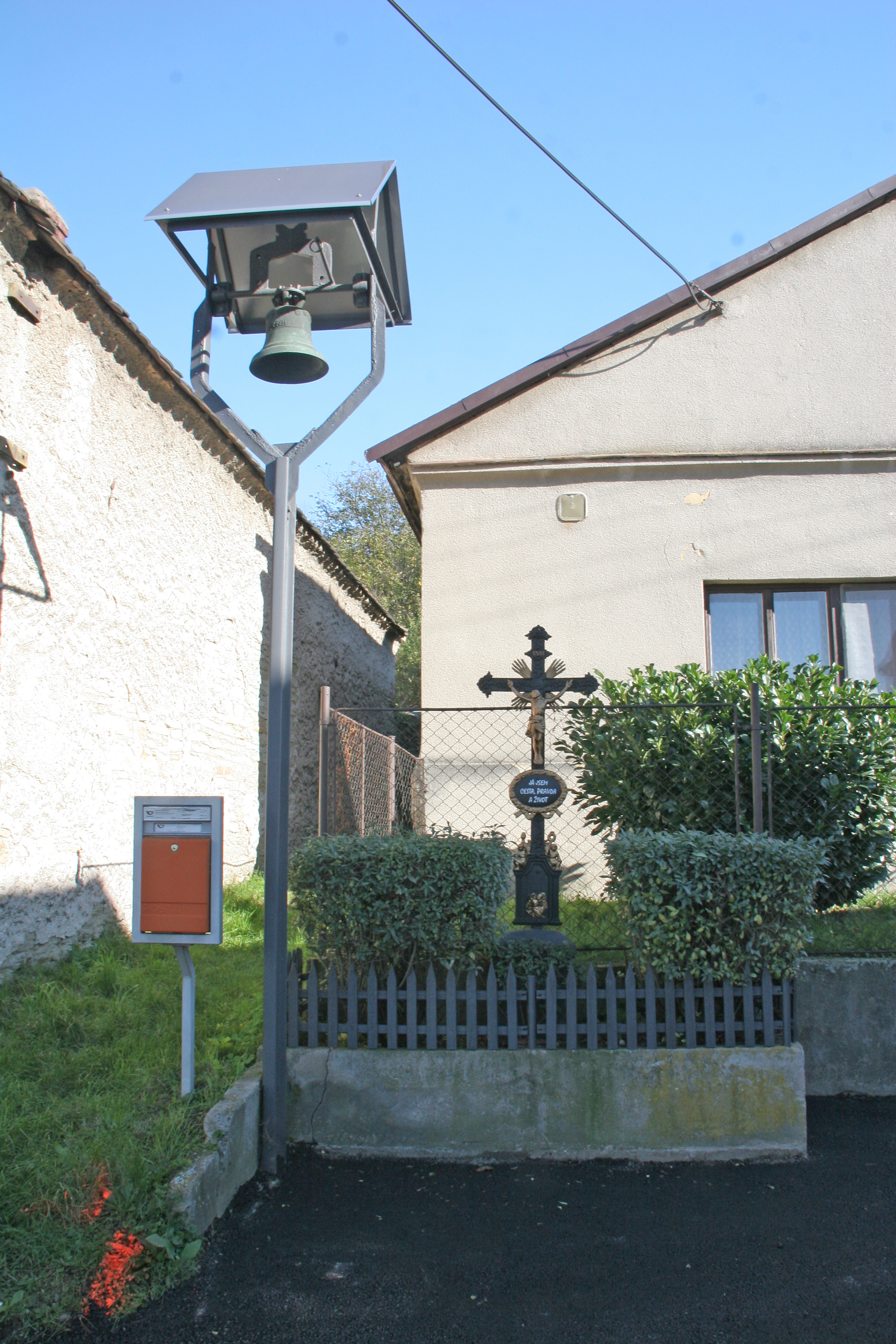
Zvonička s křížkem
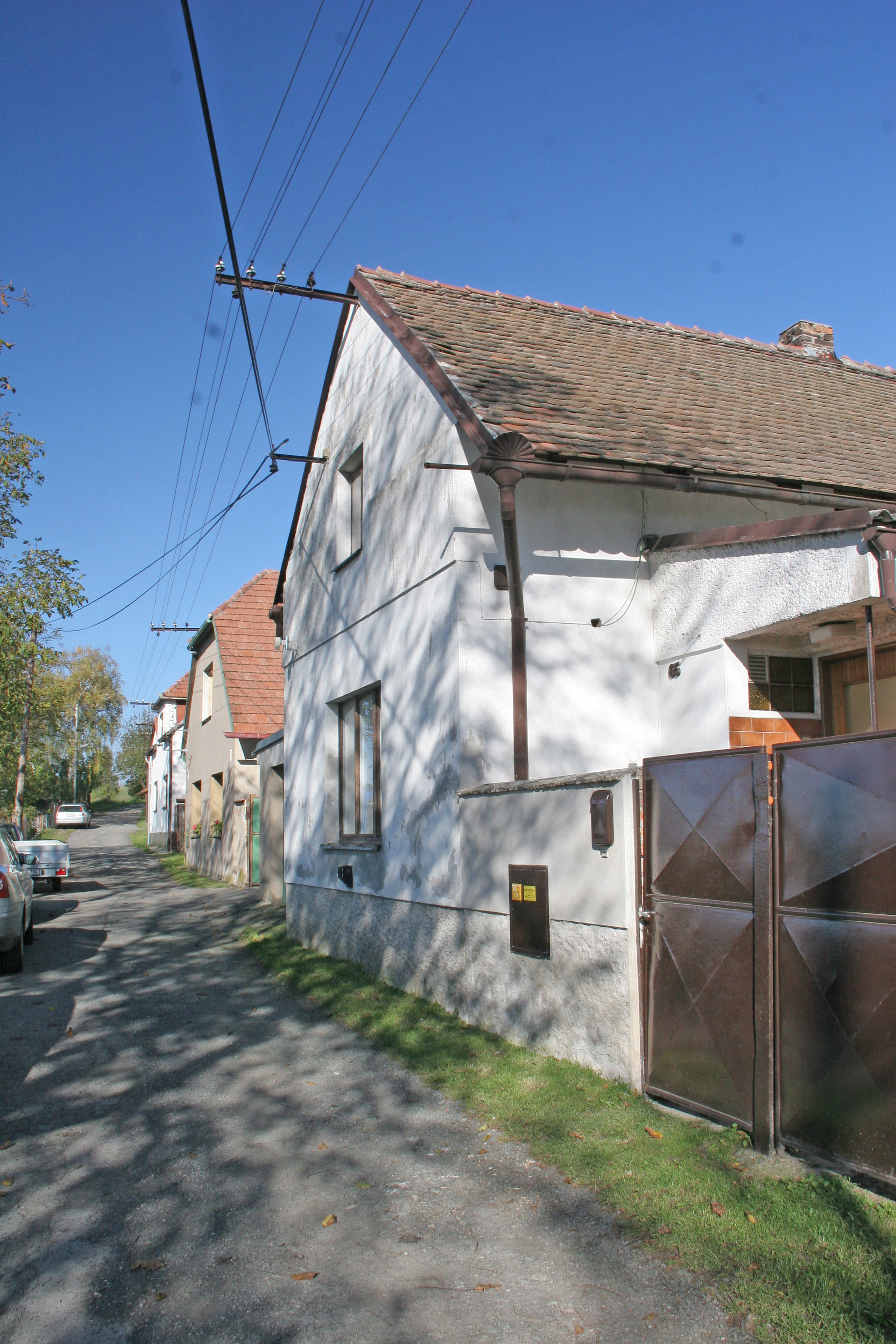
Postranní ulice